# Гілкріст (округ, Флорида)
Шаблон:StateAbbr_ 29°44′ пн. ш. 82°48′ зх. д. / 29.73° пн. ш. 82.8° зх. д.
Округ Гілкріст (англ. Gilchrist County) — округ (графство) у штаті Флорида, США. Ідентифікатор округу 12041.

## Історія
Округ утворений 1925 року.

## Демографія
За даними перепису 2000 року загальне населення округу становило 14437 осіб, усе сільське. Серед мешканців округу чоловіків було 7643, а жінок — 6794. В окрузі було 5021 домогосподарство, 3715 родин, які мешкали в 5906 будинках. Середній розмір родини становив 3,01.
Віковий розподіл населення поданий у таблиці:
| Стать    | До 15 років | 15-21 | 22-29 | 30-39 | 40-49 | 50-65 | 65-85 | Понад 85 |
| -------- | ----------- | ----- | ----- | ----- | ----- | ----- | ----- | -------- |
| Чоловіки | 1460        | 1498  | 780   | 864   | 977   | 1183  | 825   | 56       |
| Жінки    | 1419        | 576   | 606   | 914   | 997   | 1195  | 951   | 136      |

## Суміжні округи
- Колумбія — північний схід
- Алачуа — схід
- Леві — південь
- Діксі — південний захід
- Суванні — північний захід
- Лафаєтт — північний захід